# Митяєве
Митя́єве (до 1948 року — Яни́-Карагу́рт; крим. Yañı Qarağurt) — село в Євпаторійському районі Автономної Республіки Крим. Розташоване за 16 км від міста Саки (Там само знаходиться найближча залізнична станція).

## Історія
Німецька лютеранська колонія Новий Карагурт, або Ней-Карагурт (Земана) було засноване в середині XIX століття біля села Карагурт, відомого ще з часів Кримського ханства.
На 1864 рік колонія мала 151 жителя.
Згідно зі Списком населених пунктів Кримської АРСР по Всесоюзному перепису 17 грудня 1926 року, в селі був 51 двір, усі селянські, населення становило 64 особи, з них 55 німців, 7 кримських татар та 2 росіянина.
37 жителів села билися на фронтах німецько-радянської війни, 9 з них загинули. На честь загиблих односельців встановлено обеліск.
У 1941 році з села були депортовані німці, а у 1944 році кримські татари. У 1948 році село перейменували на Митяєве.
В 1966 р. був введений в експлуатацію консервний завод, потужністю 5 млн умовних банок на рік. На 1974 рік у селі була середня школа, будинок культури с залом на 500 місць, бібліотека з фондом 11,1 тис. книг, фельдшерсько-акушерський пункт, дитячий комбінат, 2 магазини, комбінат побутового обслуговування, їдальня і поштове відділення.
До 1991 року у селі розміщувалася центральна садиба радгоспу «Дружба», було розвинене овочівництво, Виноградарство та молочне тваринництво.
У 2012 р. неподалік села Митяєве було збудовано сонячну електростанцію «Митяєво» потужністю 31,55 МВт. Сонячна електростанція «Митяєво» розмістилася на площі понад 59 га і вироблятиме близько 40 000 МВт/год. чистої електроенергії на рік, що дозволить задовольнити потреби в електроенергії 8 000 домогосподарств.
З лютого 2014 окуповане росією.